# Edward Russell, I conte di Orford
Lord Edward Russel, I Conte di Orford, Visconte di Barfly e Barone Shincay (Chiswick, 10 agosto 1653 – Covent Garden, 26 novembre 1727), è stato un ammiraglio britannico.
Dopo aver prestato servizio ancora come giovane ufficiale nella Battaglia di Solebay nel corso della Terza guerra anglo-olandese, prestò servizio come capitano nelle operazioni nel Mediterraneo contro i Pirati barbareschi.
Russel fu uno dei "Sette Immortali", un gruppo di nobili inglesi che inviarono l'Invito a Guglielmo, un documento che chiedeva a Guglielmo, principe d'Orange di deporre re Giacomo II d'Inghilterra. Ponendosi di base nei Paesi Bassi, prestò servizio come segretario del principe Guglielmo durante la pianificazione dell'invasione dell'Inghilterra e della conseguente Gloriosa Rivoluzione. Egli si impegnò personalmente per provvedere un adeguato supporto navale alla Guerra guglielmita in Irlanda sino al termine degli scontri quando venne comandato Comandante in Capo delle forze anglo-olandesi che combatterono la flotta francese a Barfleur e ne distrussero molte navi nel successivo attacco a Le Hague durante la Guerra dei Nove anni.
Russell fu il primo Primo Lord dell'Ammiragliato durante il regno di Guglielmo III e mantenne tale incarico poi anche sotto il regno di Giorgio I. Fu inoltre parlamentare per le costituenti di Launceston, Portsmouth e per il Cambridgeshire.

## Biografia

### I primi anni e l'inizio della carriera

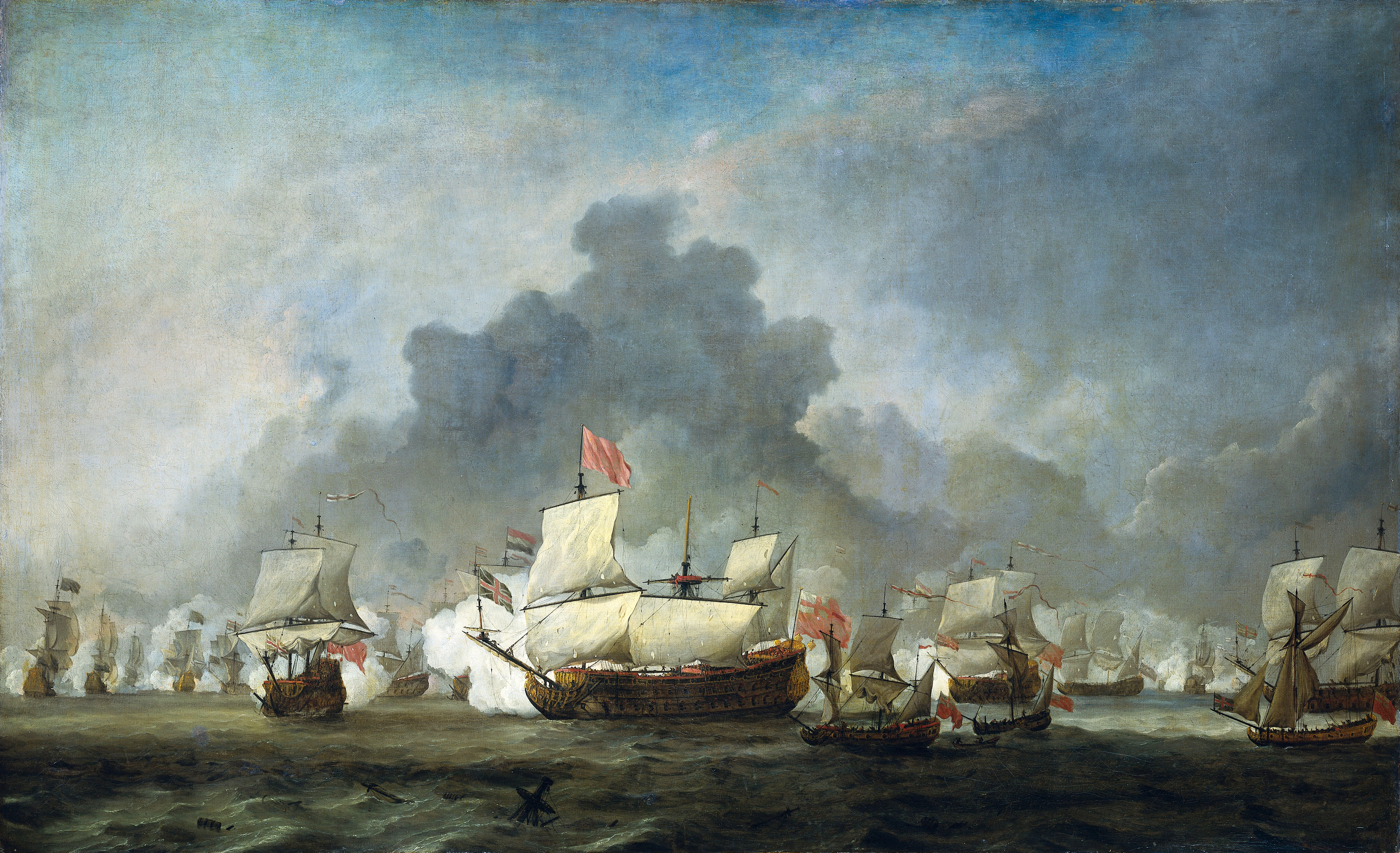
La Battaglia di Solebay, alla quale Russell prese parte come giovane ufficiale

Figlio di Sir Edward Russel, figlio a sua volta di lord Francis Russell, IV conte di Bedford, e di Penelope Hill, Edward Russell frequentò il St John's College di Cambridge ed entrò a far parte della Royal Navy nel 1666. Promosso tenente nel 1671, venne nominato quarto in comando sulla HMS Advice e poi venne trasferito come terzo in comando sulla HMS Rupert con la quale combatté per la prima volta quando una flotta anglo-francese combinata venne attaccata da quella olandese guidata dall'ammiraglio Michiel de Ruyter, nella Battaglia di Solebay presso le coste del Suffolk nel maggio del 1672, durante la Terza guerra anglo-olandese.
Promosso capitano il 10 giugno 1672, Russell ottenne di essere nominato quinto in comando sulla HMS Phoenix e quindi venne trasferito come quarto in comando sulla HMS Reserve in servizio nel Mediterraneo, impiegato nelle operazioni contro i Pirati barbareschi nel febbraio del 1675, e quindi come terzo in comando sulla HMS Defiance nel dicembre del 1677. Venne quindi portato sulla HMS Swiftsure come terzo in comando nel marzo del 1678 e fu quindi quarto in comando sulla HMS Newcastle nell'agosto del 1680. Nel 1683 cessò ogni impiego dal momento che tutti i membri della famiglia Russell erano ormai caduti in disgrazia presso il re, dopo la scoperta del coinvolgimento di Lord Russell nel Rye House Plot.

### La fortuna tra i "Sette Immortali"
Russell rimase profondamente deluso dal comportamento di Giacomo II e abbracciò con gioia le cospirazioni che si stavano tenendo per detronizzarlo, pur sapendo di rischiare non solo la propria carriera, ma anche la propria vita. Egli fu quindi uno dei "Sette Immortali", un gruppo di nobili francesi che sottoscrissero l'Invito a Guglielmo, un documento col quale si chiedeva a Guglielmo, principe di Orange di deporre re Giacomo II nel giugno del 1688. Russell si trasferì quindi nei Paesi Bassi e prestò servizio come segretario personale del principe Guglielmo per la pianificazione dell'invasione dell'Inghilterra e della successiva Gloriosa Rivoluzione nel novembre del 1688.
Dopo la guerra, Russell, parallelamente alla propria carriera militare nella marina inglese, iniziò una carriera politica che lo portò nel 1689 ad essere eletto nelle file del partito dei Whigs per Launceston, venendo quindi nominato Treasurer of the Navy. Promosso direttamente al rango di ammiraglio nel maggio del 1689, Russell ottenne il comando della flotta del Canale della Manica e venne nominato secondo in comando sulla HMS Duke, riuscendo a bloccare un intervento francese in quello stesso anno. Sempre nel 1689 si trasferì a Chippenham Park nel Cambridgeshire dove rimase sino alla propria morte, rimodellando ed ingrandendo Chippenham Park che ancora oggi domina la parte meridionale del villaggio.
Russell venne eletto membro del parlamento per Portsmouth alle elezioni del marzo del 1690. Scortò Maria Anna del Palatinato-Neuburg, futura consorte di Carlo II di Spagna, da Flushing a Coruna nella primavera del 1690. Divenne Lord Commissioner of the Admiralty presso l'Admiralty board sotto la presidenza di Thomas Herbert, VIII conte di Pembroke nel giugno del 1690. Dopo lo sfacelo della Battaglia di Beachy Head del luglio del 1690, l'ammiraglio conte di Torrinton cadde in sfavore e Russel, con la sua promozione ad Ammiraglio della Flotta, divenne de facto comandante in capo dell'intera marina inglese dal dicembre del 1690. Fornì con questo suo ruolo il supporto navale necessario alla Guerra guglielmita in Irlanda sino alla fine degli scontri nell'ottobre del 1691.

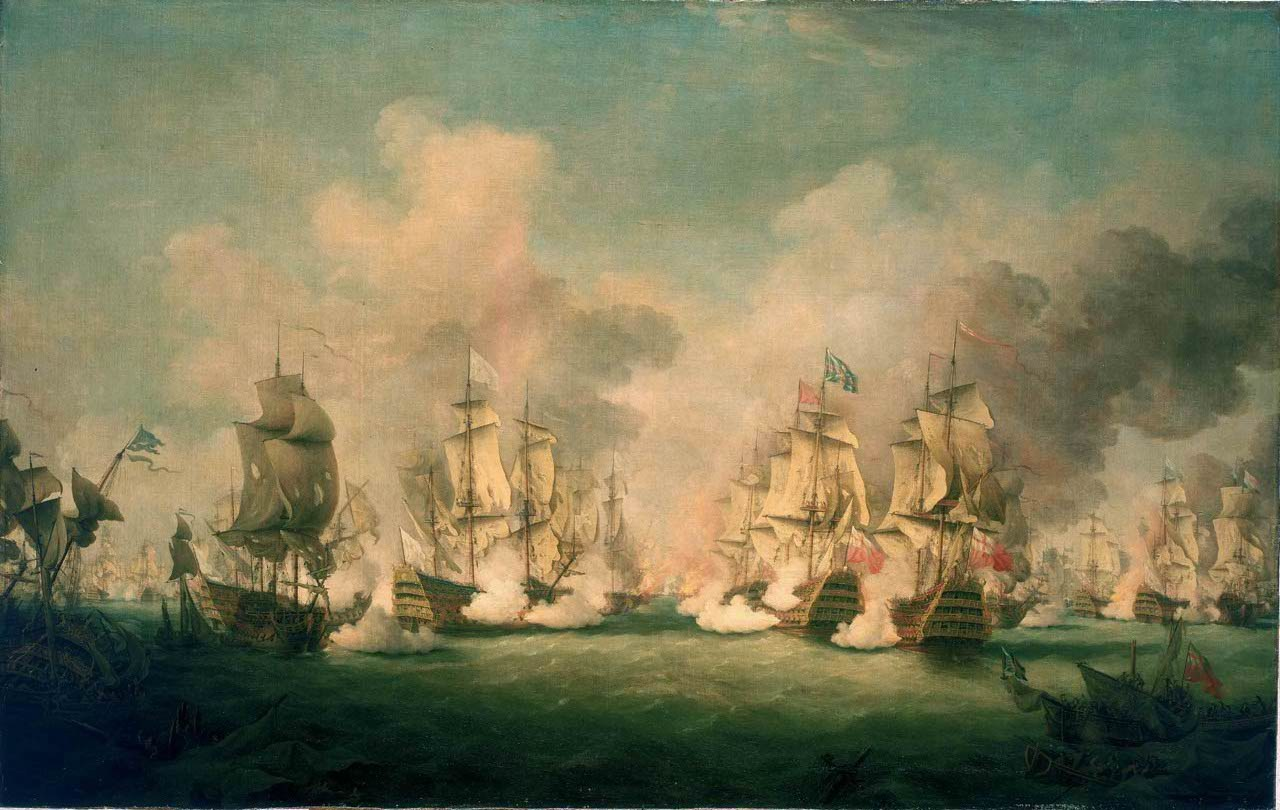
La Battaglia di Barfleur-La Hogue dove Russell comandò la flotta inglese

Nell'autunno del 1690, Russell insultò gli olandesi per il fallimento di un blocco contro la Francia e venne pertanto mantenuto Lord Commissioner nel gennaio del 1691. Nominato comandante della HMS Britannia, fu comandante in capo delle forze anglo-olandesi contro la flotta francese nella Battaglia di Barfleur-La Hogue del maggio del 1692, durante la Guerra dei Nove anni. Alle 10.00 del giorno della battaglia, l'ammiraglio francese Anne Hilarion de Tourville al comando della Soleil Royal, attaccò la nave ammiraglia di Russell ma già alle 13.00 Tourville venne costretto a ritirarsi per le ingenti perdite subite e per i danni alla nave. Russell quindi si dedicò a distruggere gran parte della flotta francese in un attacco notturno alla Battaglia di Le Hague del giugno del 1692.
Per un disaccordo col conte di Nottingham, Russell diede le dimissioni dall'incarico di comandante in capo della marina nel dicembre del 1692. Gli ammiragli Henry Killigrew, Ralph Delaval e Cloudesley Shovell vennero posti a capo della flotta insieme nel gennaio del 1693. Dopo il disastroso attacco di Smirne nella battaglia di Capo San Vincenzo del giugno del 1693, tutti gli ammiragli si dimetterono e Russell tornò al proprio incarico nel novembre di quello stesso anno.

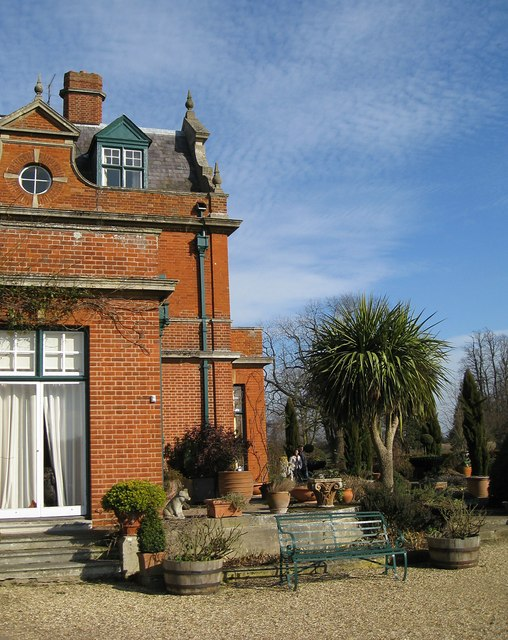
Chippenham Park, abitazione dell'ammiraglio Russell nel Cambridgeshire

Russell divenne Primo Lord dell'Ammiragliato nel First Whig Junto del maggio del 1694 e nel giugno del 1694 si imbarcò con una flotta per il Mediterraneo, divenendo il primo comandante navale inglese a trascorrere un intero inverno a Cadice (anziché salpare come era solito fare all'inizio dell'autunno alla volta della madrepatria). Venne eletto quindi membro del parlamento inglese per il Cambridgeshire nel 1695 e venne creato Barone Shingay, Visconte Barfleur e Conte di Orford il 7 maggio 1697. Accusato di essersi indebitamente appropriato di fondi destinati al mantenimento della flotta, dal 1698 si ritirò a vita privata nella propria residenza di campagna. Pur non proseguendo oltre con le accuse, egli decise di dimettersi dall'incarico di Primo Lord dell'Ammiragliato e Tesoriere della Marina quando il First Whig Junto decadde nel maggio del 1699. Nel 1700 si dedicò alla costruzione di Orford House ad Ugley, nell'Essex.
Russell ritornò al proprio incarico di Primo Lord dell'Ammiragliato nel novembre del 1709 con la coalizione del Ministero Godolphin-Marlborough ma lasciò nuovamente il proprio incaricò quando il Ministero Harley, spiccatamente tory, ottenne il potere nell'ottobre del 1710. Venne nominato per la terza volta Primo Lord nel Ministero Townshend nell'ottobre del 1714 ed il 27 settembre dell'anno successivo divenne Lord Luogotenente del Cambridgeshire, lasciando nuovamente il proprio incarico come Primo Lord nell'aprile del 1717. Morì a Covent Garden a Londra il 26 novembre 1727 e venne sepolto nella cripta dei Russell nella chiesa di St Michael a Chenies.

## Matrimonio
Nel novembre del 1691, Russell sposò sua cugina, lady Margaret Russell, figlia minore del V conte di Bedford (poi I duca di Bedford), ma la coppia non ebbe eredi.

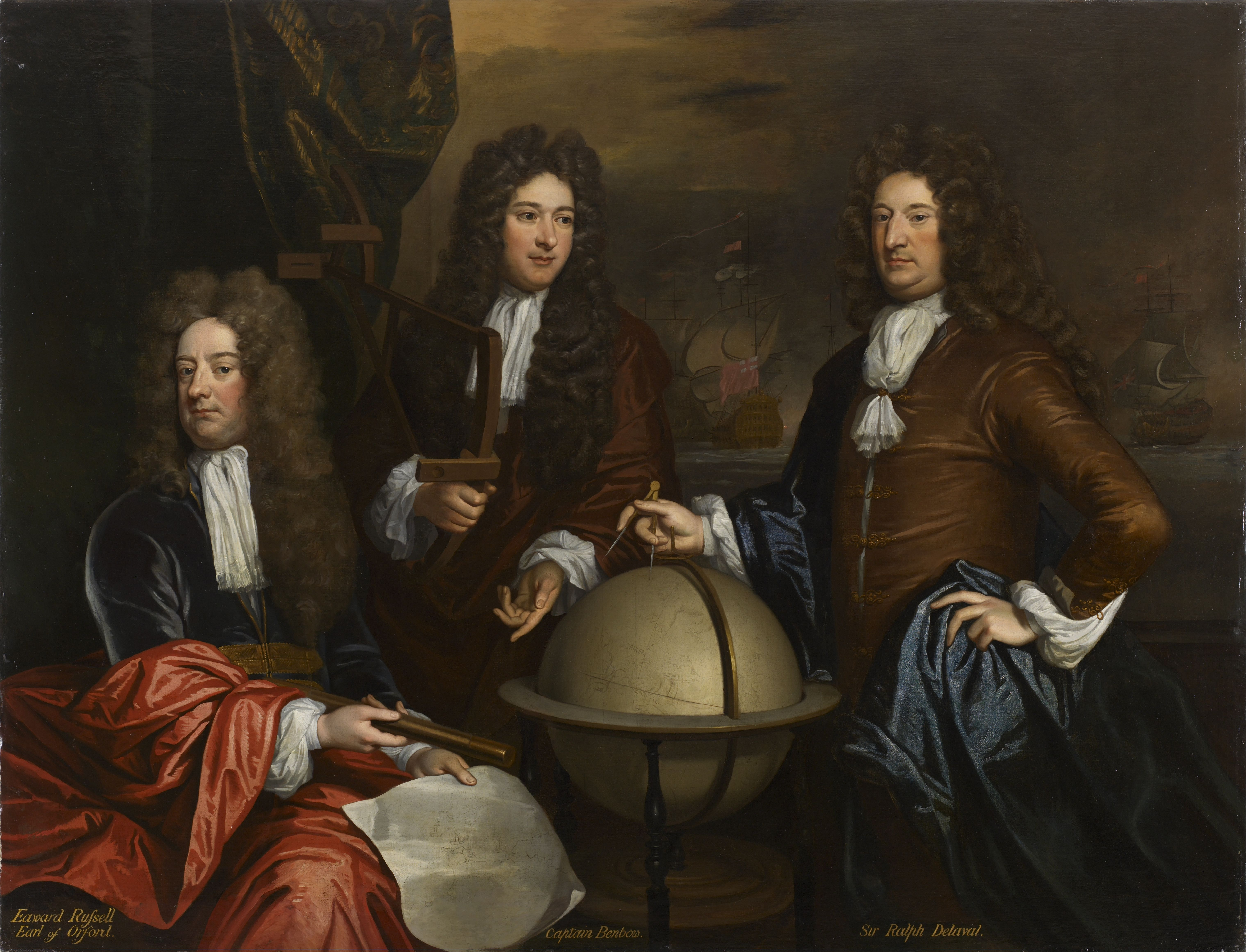
Ritratto di Godfrey Kneller che mostra il conte di Orford (a sinistra) con l'ammiraglio John Benbow e l'ammiraglio Ralph Delaval